# Udo Lattek
Udo Lattek (Boże, 16. siječnja 1935. – Köln, 1. veljače 2015. ) njemački je bivši nogometaš i nogometni trener, a kasnije je radio i kao sportski komentator.
S 14 velikih naslova, Lattek je jedan od najuspješnijih trenera u povijesti nogometa, a često je zvan i njemačkim najuspješnijim trenerom ikad, pogotovo zbog uspjeha s Bayern Münchenom. Kasnije je osvajao trofeje i s Borussijom Mönchengladbach i FC Barcelonom. Uz to, trenirao je i Borussiju Dortmund, Schalke 04 i 1. FC Köln. Uz Talijana Giovannija Trapattonija, Lattek je jedini trener koji je osvojio sva tri velika europska klupska naslova, a jedini je koji je to učinio s tri različite momčadi.

## Karijera

### Igračka karijera
Udo Lattek je trenirao SSV Marienheide, Bayer Leverkusen i VfR Wipperfürth, dok se pripremao za učiteljski posao. Godine 1962., pridružio se momčad VfL Osnabrücka. U Osnabrücku je prvi put igrao u tada najjačoj njemačkoj ligi, "Oberligi", i to u njenoj sjevernoj diviziji. U njoj je igrao do osnutka Bundeslige, 1963. godine, kada je "Oberliga" postala drugom ligom. Igrao je na poziciji središnjeg napadača, i bio je poznat po svojim pogodcima glavom, pogotovo u razdoblju između 1962. 1965., kada je postigao 34 pogotka u 70 ligaških nastupa.
Početkom 1965. godine, Lattek je preuranjeno otpušten iz Njemačkog nogometnog saveza (DFB) kao trener mlade ekipe, koju je zajedno trenirao s Dettmarom Cramerom. Lattek je također bio jedan od trenera koji su odveli Njemačku do finala Svjetskog nogometnog prvenstva 1966. godine.

### Trenerska karijera
U ožujku 1970. godine, Udo Lattek je preuzeo vodstvo took over the reins of Bayern Münchena kao nasljednik Hrvata Branka Zebeca. Iako je njegov angažman bio popraćen kritikama zbog trenerskog neiskustva, Lattek je složio legendarnu momčad Bayerna s Beckenbauerom, Müllerom, Maierom, Breitnerom i Uli Hoeneßom, te stvorio najjaču momčad svijeta u to vrijeme. Do 1975. godine, s Bayernom je osvojio tri prvenstva zaredom, te Kup prvaka 1973./74. godine. Šestorica članova tadašnje Bayernove momčadi su bile dio njemačke reprezentacije koja je osvojila SP 1974. i EP 1972. godine. Iz Münchena je otišao 1975. godine zbog loše sezone, a zamijenio ga je Dettmar Cramer.
Početkom 1975./76. sezone, Lattek je postao trener Borussije Mönchengladbach, u kojoj je ostao do 1979. godine. S klubom je osvojio tri prvenstva (umalo i rekordnih četiri) i Kup UEFA. 1977. godine su čak dosegli i finale Kupa prvaka, gdje su izgubili od Liverpoola rezultatom 1:3. Zbog odbijanja Liverpoola za sudjelovanjem u Interkontinentalnom kupu, umjesto njega je nastupila Borussia i izgubila ukupnim rezultatom 5:2 od argentinske Boce Juniors. Nakon toga, Lattek je napustio klub i otišao trenirati dortmundsku Borussiju na dvije, neuspjele godine.
1981. godine, dobio je angžman kao trener katalonske FC Barcelone. S njom je osvojio Kup pobjednika kupova 1981./82. sa sjajnim igračima poput Miguela, Alexanca, Rexacha, Asensija, Quinija, Schustera i Allana Simonsena. Pravi su uspjesi počeli stizati druge sezone, kad je stigo Argentinac Diego Maradona. Nakon sjajnih uspjeha, Lattek je ipak napustio klub, 1983. godine.
Latteka je u Bayern zaposlio njegov nekadašnji igrač, Uli Hoeneß, koji je postao komercijalni menadžer kluba. Nasljedio je Mađara Pal Csernaija. S Bayernom je osvojio još dva kupa i tri prvenstva zaredom. U finalu Kupa prvaka 1987. izgubio je od FC Portoa, unatoč sjajnim igračima, poput Rummeniggea, Matthäusa, Augenthalera, Hoeneßa, Lerbyja i Pfaffa. Nakon otkaza 1987., nasljedio ga je nekadašnji igrač, Jupp Heynckes.
Nakon mnogih godina treniranja, Lattek je otišao u kratku mirovinu zbog odmora. 1991. godine, pridružio se 1. FC Kölnu kao trener za samo jednu utakmicu, i to izjednačenu protiv Bayerna. 1992. je otišao trenirati Schalke 04, gdje je, zanimljivo, zadnju utakmicu odigrao izjednačeno (1:1) protiv Bayerna. Lattek je nakon toga otišao u mirovinu i postao sportski komentator i kolumnist. U sezoni 1999./2000., Borussia Dortmund je zamolila tada 65-godišnjeg Latteka da spasi sezonu i Borussiju od ispadanja u drugu ligu. Lattek je prihvatio posao i "čarobno" ih spasio od ispadanja, a njegova zadnja utakmica je popraćena sa 75.000 navijača. Danas živi i radi u Kölnu.

## Statistika

### Igračka statistika
- SSV Marienheide
- Bayer Leverkusen
- VfR Wipperfürth
- VfL Osnabrück

### Trenerska statistika
| Razdoblje     | Klub                           | Naslovi                                                                            |
| ------------- | ------------------------------ | ---------------------------------------------------------------------------------- |
| 1965. – 1970. | Njemački nogometni savez (DFB) |                                                                                    |
| 1970. – 1975. | FC Bayern München              | DFB-Pokal Bundesliga 1972. Bundesliga 1973. Bundesliga 1974. Kup prvaka 1974.      |
| 1975. – 1979. | Borussia Mönchengladbach       | Bundesliga 1976. Bundesliga 1977. Kup UEFA 1979.                                   |
| 1979. – 1981. | Borussia Dortmund              |                                                                                    |
| 1981. – 1983. | FC Barcelona                   | Kup pobjednika kupova 1982.                                                        |
| 1983. – 1987. | FC Bayern München              | DFB-Pokal 1984. Bundesliga 1985. Bundesliga 1986. DFB-Pokal 1986. Bundesliga 1987. |
| 1991.         | 1. FC Köln                     |                                                                                    |
| 1992.         | FC Schalke 04                  |                                                                                    |
| 2000.         | Borussia Dortmund              |                                                                                    |

## Vanjske poveznice
- Profil na "weltfussball.de" (njem.)
- Profil na "fussballdaten.de" (njem.)